# Acanaña
Acanaña —también conocida como Akanana— es la capital de la parroquia venezolana de Huachamacare. :14 Ubicada a 145 m s. n. m. en una pequeña sabana a la margen izquierda del río Cunucunuma —cuatro horas río abajo de Culebra—, tiene al Este el cerro Duida del Parque Nacional Duida-Marahuaca y al Norte la desembocadura del río Kunechade. Fundada por Santana Tovar como base de la misión evangélica Nuevas Tribus en 1957-8, es la primera comunidad evangélica y yekuana kunuhana sedentaria,:167 y tuvo la primera escuela bilingüe de Amazonas.:118 Con 158 habitantes para 1971 y 300 para 1982, es el pueblo más grande de los yekuanas evangélicos.Tiene una pista de aterrizaje, una escuelay un ambulatorio rural tipo I.:364 El pueblo es el lugar de nacimiento del exalcalde del Alto Orinoco, Jaime Turón. La compañía Turtle Tours visita el pueblo en su recorrido a la región yanomami.

## Historia
A principios de los 1950, la ilegal misión evangélica estadounidense Nuevas Tribus estableció contacto con la comunidad yekuana del río Cunucunuma bajo el liderazgo de Paúl Padamo. En 1957-8, Santana Tovar desobedeció a Padamo y fundó Acanaña, un poblado dedicado a la formación de misioneros yekuanas de las Nuevas Tribus, donde las tradiciones yekuanas estaban prohibidas. A pesar del cisma social causado, Padamo y Santana compartieron el liderazgo del poblado. Esta sería la primera y mayor comunidad evangélica y yekuana kunuhana sedentaria, Santana el primer yekuana de la misión, y su escuela la primera escuela bilingüe de Amazonas. Desde allí se evangelizaron la mayoría de yekuanas kunuhanas. Un grupo del poblado se separó de la misión para crear su propia iglesia. En 2001, el poblado fue elevado a capital de la nueva Parroquia Huachamacare.:14, 17, 18 Antes de 2005, los misioneros estadounidenses abandonaron el pueblo, pero los yekuanas conservaron sus propias iglesias evangélicas.:374 :158–167 :117, 118

## Fundador
Santana Tovar (–2017) fue un misionero evangélico venezolano y yekuana. Figura influyente entre los yekuanas adecos, fue representante del Alto Orinoco bajo el gobierno de Bernabé Gutiérrez. Su aldea natal, Alacrán, fue fundada en el Alto Padamo por tres familias que escaparon de los barones del caucho a principios del siglo XX. Su familia abandonó Alacrán y se desplazó a varias aldeas fallidas río abajo, aprendiendo habilidades y perdiendo a su padre adoptivo y a su suegro en el camino. Los fracasos llevaron a la familia a unirse a la aldea del capitán Turón, Majacuña, la cual estaba en el río Cunucuncuma y tenía alrededor de cuarenta familias. El grupo de Majacuña se mudó río arriba a Culebra, y volvió río abajo bajo el liderazgo de Paúl Padamo tras la muerte de Turón. La familia de Santana fundó otras dos aldeas, Yacade y Tawadi. Santana se casó y fundó Cawadimaña junto a su cuñado Teodoro y su hermano Antonio. Cuando tenía alrededor de veinte años, Santana vivía en Socosocoña. En 1957–8, fundó Acanaña junto a misioneros evangélicos de Nuevas Tribus, desobedeciendo a Padamo y creando un cisma social en el que ambos compartieron el liderazgo. Santana sería el primer pastor yekuana de Nuevas Tribus. En los 1980, se mudó a Puerto Ayacucho y fundó Carijunagua, y a mediados de los 2000 fundó allí la iglesia Maranatha junto a su hijo Ignacio. Santana murió en 2017 y Maranatha fue abandonada por una familia y las cuñadas de Ignacio.